# Banaterra
Banaterra (sau BANATerra) este un proiect înființat în 2006, care urmărește să valorifice și să publice pe internet informații, cărți, studii și alte materiale referitoare la subiecte din Banat. Așa cum precizează și situl proiectului, Banaterra se dorește "o posibilă enciclopedie a Banatului". Inițiatorul este scriitorul Dușan Baiski în colaborare cu "Proiectul Ratsko România", parte a rețelei culturale europene "Project Ratsko".
La Banaterra participă, pe lângă scriitorul și ziaristul timișorean, istorici precum Ioan Hațegan și oameni de cultură bănățeni. 